# グレープフルーツムーン (お笑いコンビ)
グレープフルーツムーンはよしもとクリエイティブ・エージェンシー大阪に所属したお笑いコンビ。

## 来歴
須田啓祐と辻本貴哉の2人で2013年4月に結成。2016年3月によしもとを退社して上京、「からっぽハイツ」に改名し、SMA NEET Projectに移籍する。2017年9月解散。解散後もそれぞれ芸人を続け、引き続きSMA NEET Projectに所属している。

## メンバー
須田啓祐（すだ けいすけ、1984年9月18日 - ）
「からっぽハイツ」時代の個人名は「スタンバイ須田」。
ボケ担当。立ち位置は向かって左。
大阪府出身。
養成所等に通わず一般参加のオーディションライブで2004年にデビュー（大阪NSC27期生扱い）。ただしほとんど活動していなかったため、実質活動期間は3年程。
解散後は元世界少年の鯨井春樹とのコンビ「すだとくじらい」を結成。
辻本貴哉（つじもと たかや、1986年11月17日 - ）
ツッコミ担当。立ち位置は向かって右。
兵庫県出身。
大阪NSC28期生。元々は歌ネタ王決定戦3位の矢野号とコンビで活動していた。
解散後はピン芸人・ツジモトとして活動。